# Tummal
Tummal est une ancienne cité de la Mésopotamie antique, située à proximité de l'antique ville sainte de Nippur.
Sa localisation est incertaine : elle pourrait correspondre au site de Tell Dlehim, situé à une vingtaine de kilomètres au sud de Nippur. Il a été repéré lors de prospections de surface. Le site a fait l'objet de fouilles limitées qui ont exploré une partie d'un bâtiment de la période d'Isin-Larsa (v. 2000-1800 av. J.-C.) et repéré le tracé de la muraille encerclant la ville, de canaux et d'un port.
La cité de Tummal apparaît surtout dans la documentation écrite de la période de la troisième dynastie d'Ur (v. 2112-2004 av. J.-C.), en tant que lieu de culte principal de la déesse Ninlil, épouse du grand dieu Enlil. Ce temple apparaît couramment comme le récipiendaire d'offrandes, en particulier lors de la grande fête consacrée à la déesse. Signe de cette prise en importance, la ville semble voir la construction d'un palais royal sous le règne de Shulgi.
Le texte dit Chronique de Tummal est une chronique répertoriant les souverains ayant restauré les temples d'Enlil à Nippur et de Ninlil à Tummal, depuis les temps des rois semi-légendaires tels qu'Enmebaragesi et Gilgamesh.